# نیروگاه هسته‌ای لاگونا ورد
نیروگاه هسته‌ای لاگونا ورد (به اسپانیایی: Central Nuclear Laguna Verde) یک نیروگاه هسته‌ای در مکزیک است که در Alto Lucero de Gutiérrez Barrios Municipality واقع شده‌است.